# Gare de Kintetsu-Tomida
La gare de Kintetsu-Tomida (近鉄富田駅, Kintetsu-Tomida-eki) est une gare ferroviaire de la ville de Yokkaichi, dans la préfecture de Mie au Japon. Elle est exploitée par les compagnies Kintetsu et Sangi Railway.

## Situation ferroviaire
La gare de Kintetsu-Tomida est située au point kilométrique (PK) 47,2 de la ligne Kintetsu Nagoya. Elle marque le début la ligne Sangi.

## Histoire
La gare a été inaugurée le 30 juillet 1929.

## Service des voyageurs

### Accueil
La gare dispose d'un bâtiment voyageurs, avec guichets, ouvert tous les jours.

### Desserte

#### Kintetsu
- Ligne Kintetsu Nagoya :
  - voie 1 : direction Yokkaichi, Ise-Nakagawa, Kashikojima et Osaka-Namba
  - voie 2 : direction Kuwana et Nagoya

#### Sangi Railway
- Ligne Sangi :
  - voie 3 : direction Nishi-Fujiwara

### Intermodalité
La gare de Tomida (ligne principale Kansai) est située à 300 m à l'est.